# Силуэт (графика)
Силуэт (фр. silhouette) — плоскостное однотонное изображение профилей фигур и предметов. Термин используется в двух основных значениях: «Форма фигуры или предмета, видимая как плоское пятно на более тёмном или светлом фоне», а также «разновидность графической техники». В иной редакции: «Вид графической техники, плоскостное однотонное изображение фигур и предметов, ограниченное контуром (без деталей), на фоне другого цвета». Однако в подобных определениях нарушена иерархия научных категорий: на самом деле техника является вторичной, производной от творческого метода, а метод или способ изображения зависят от характера объекта и особенностей его зрительного восприятия. Поэтому более точным является следующее определение: «Форма, воспринимаемая плоскостно по причине тонального контраста фигуры и фона либо преобладания „далевой зрительной установки“, например при восприятии гор или леса вдалеке… Отсюда соответствующий способ и графический приём изображения таких объектов».

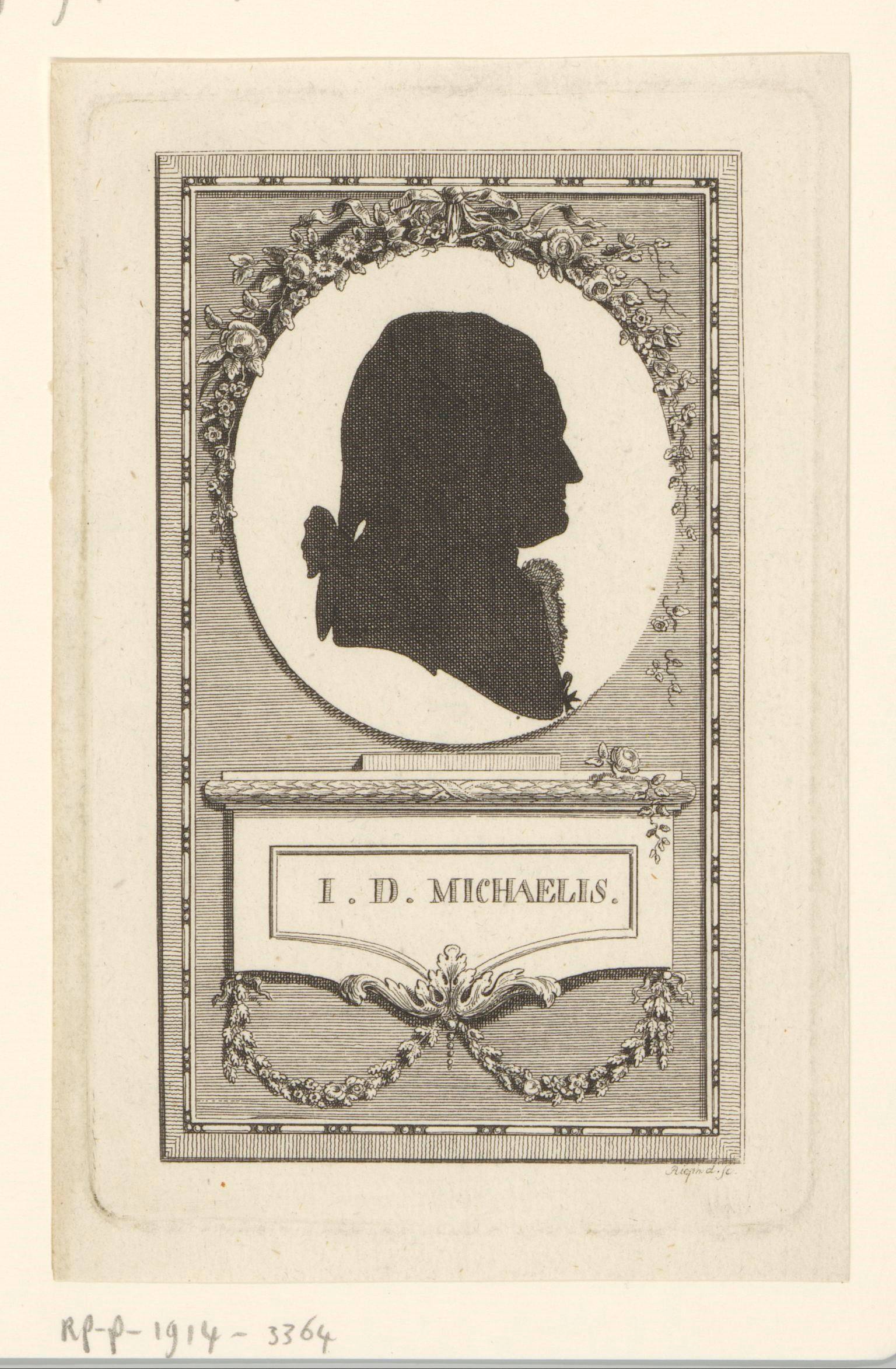
Э. Л. Рипенхаузен. Портрет И. Д. Михаелиса. Силуэт. Между 1775 и 1840. Офорт, акватинта

Силуэт более всего распространён в искусстве графического профильного портрета, как правило тушью или гуашью на светлом фоне либо белилами на тёмном, или вырезанный из бумаги, а также в гравюре и фотографии. Выразительные свойства силуэта и его границ — контура используют в разных видах искусства: архитектуре, скульптуре, живописи. Качества силуэтности или, в более широком значении, графичности, противопоставляются объемности и живописности.
Силуэтные изображения (наряду с контурными) используются для графических символов знаков безопасности. При этом силуэтные изображения являются более предпочтительными.

## Происхождение термина
Термин «силуэт» появился, как это часто бывает в истории искусства, случайно. Он происходит от фамилии Этьена де Силуэта (1709—1767), генерального контролёра финансов при французском короле Людовике XV. Э. Силуэт прославился жёсткостью финансовой политики, введением новых налогов и личной скаредностью. В 1759 году в отместку за его деятельность на него сделали карикатуру в виде тени, вырезав его ненавистный профиль из чёрной бумаги. Сам министр не был изобретателем этой техники, но любил на досуге изготавливать подобные портреты.

## Силуэт в истории изобразительного искусства

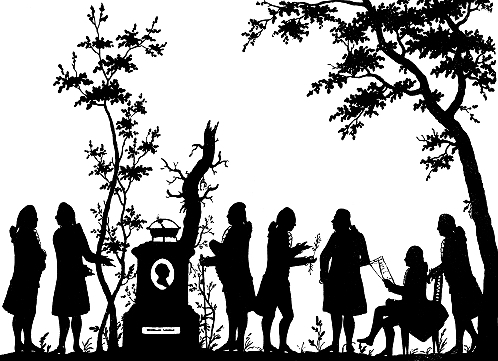
Ф. Антинг. Академики Лексель, Фус, Эйлер-сын, П. С. Паллас, Лепёхин, Георги, Крафт у памятника Леонарду Эйлеру. 1784. Рисунок тушью

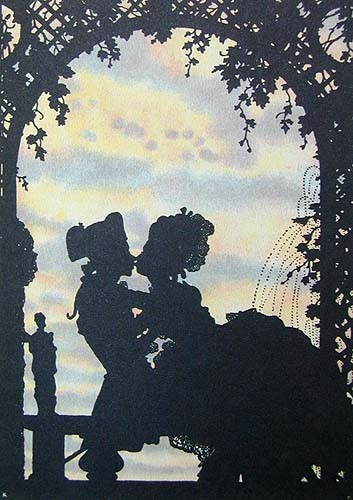
К. А. Сомов. Иллюстрация для «Книги маркизы». 1918. Хромолитография

Античная «легенда Бутада» о происхождении изобразительного искусства также связана с выразительными возможностями силуэтного и контурного изображений. Силуэт доминирует в первобытном искусстве, в произведениях архаических стадий развития различных этнических культур: Месопотамии и Древнего Египта, древнеамериканском искусстве. Силуэтными являются чернофигурный и краснофигурный стили древнегреческой вазописи. В Древнем Китае и Японии культивировали искусство вырезания силуэтов из чёрной бумаги. Там издавна имели распространение картинки, выполненные чёрной краской. В Европе их называли — «китайские тени».

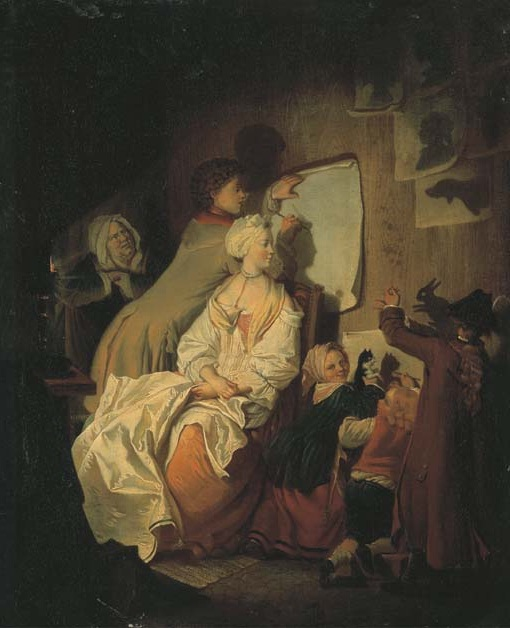
Иоганн Элеазар Цейссиг. Происхождение картины: семья рисует «китайские тени». XVIII в.

Однако по мере развития и усложнения пространственных представлений и осязательного чувства изобразительная форма в разных видах искусства становилась всё более пространственной. В живописи, графике и скульптуре итальянского Возрождения и в искусстве западноевропейского классицизма художники стремились сохранять фронтальность переднего плана и фронтальную перспективу, следя за цельностью силуэта и выразительными качествами контура. В искусстве стиля барокко напротив, преобладали угловая перспектива, ракурсы и динамическое понимание изобразительного пространства. «Поэтому закономерно, что именно в XVII—XVIII веках формируется потребность в создании особой разновидности графического искусства, в границах которой возможно было бы сохранять и развивать приёмы силуэтных изображений».
Легкость и простота техники сделали вырезание «теней» модой французского двора, она быстро распространилась по Европе, в первую очередь среди дилетантов. Силуэтами занимались многие художники французского стиля рококо, особенно в ювелирном искусстве и миниатюре. В сравнении с живописными портретами маслом на холсте силуэт оказался достаточно дешёвым и быстро переместился в быт артистической богемы, людей, которые не имели возможности заказывать дорогие портреты.
Силуэты из фольги и цветной бумаги использовал в декоративном искусстве французский мастер Жан-Батист Гломи, в технике, которая получила название от его фамилии: эгломизе. Мода на античные камеи также способствовала культу силуэтных изображений. В XVIII столетии швейцарский живописец и гравёр Жан Юбер создавал серии графических силуэтов, среди которых особенно известны силуэтные портреты философа Вольтера, отчего художник даже получил прозвание «Юбер-Вольтер» («Huber-Voltaire»).
Силуэтные портреты получили быстрое и повсеместное распространение в начале XIX века, в период бидермайера. Силуэты в рамках украшали стены кабинетов и гостиных. Силуэты рисовали в альбомы знатных дам. Силуэты носили в медальонах на груди.
В театральном освещении силуэты применяются для создания транспарантных (теневых) проекций.

## Искусство силуэта в России
В России один из первых силуэтов выполнил чёрной тушью по золотой фольге скульптор Ф. И. Шубин. В 1782—1784 годах в Санкт-Петербурге работал французский мастер Ф. Сидо. Он создал двести двадцать семь силуэтных портретов, вырезанных из чёрной бумаги, с награвированным обрамлением. Портреты изображают императрицу Екатерину II, её придворных и членов ее семьи. Мастером графического силуэта был немецкий рисовальщик-портретист Иоганн Фридрих Антинг. Он известен также как писатель, биограф и адъютант А. В. Суворова. С 1784 года Антинг работал в Санкт-Петербурге, много путешествовал по России. Созданные им силуэты — портреты известных людей, в том числе членов петербургской Академии наук, — Антинг собрал в альбом и издал его в 1791 году в Германии, в своем родном г. Гота.
В 1799 году в Санкт-Петербурге выпущен альбом «Двор императрицы Екатерины II, её сотрудники и приближенные» — более ста восьмидесяти портретов, вырезанных силуэтом из чёрной бумаги и вклеенных в гравированные орнаментальные обрамления. Искусством силуэта увлекался русский художник граф Ф. П. Толстой. Мастером миниатюрного силуэтного портрета был Д. И. Евреинов. Дань искусству силуэта отдали многие художники петербургского объединения «Мир искусства»: А. Н. Бенуа, К. А. Сомов, М. В. Добужинский, Г. И. Нарбут, Д. И. Митрохин, С. В. Чехонин, В. Н. Левитский. Силуэтное изображение органично входит в книгу, хорошо сочетается с форматом книжной полосы, шрифтом, заставками и виньетками, к тому же обладает декоративностью. Это объясняет использование силуэтов «мирискусниками» в книжной графике.
Большой вклад в искусство русского силуэта внесли женщины-художницы. Обширную галерею выразительных портретов деятелей русской культуры создала в силуэтах художница Е. С. Кругликова. В технике ксилографии (гравюры на дереве) выразительные возможности силуэта использовала А. П. Остроумова-Лебедева. Силуэтом занималась Н. Я. Симонович-Ефимовой. Особенный стиль графического силуэта, сентиментальный и «бидермайеровский», создала художница Елизавета Меркурьевна Эндадурова — псевдоним «Бём».
Приемы силуэта использовал в ксилографиях и гравюрах на линолеуме выдающийся мастер книжной графики и теоретик искусства В. А. Фаворский, другие мастера книжной графики: А. Д. Гончаров, В. В. Лебедев, Н. В. Ильин, Н. В. Кузьмин, литературовед и художественный критик Э. Ф. Голлербах. В Париже в 1920—1926 годах создавала графические силуэты русская самодеятельная художница Е. Ю. Кузьмина-Караваева.
Выразительные свойства силуэтного изображения используются при создании книжных знаков — экслибрисов.
Классическим образцом использования силуэта стали фотографии художника В. Свиталского для стихотворного романа А. С. Пушкина «Евгений Онегин» (1936).

## Галерея

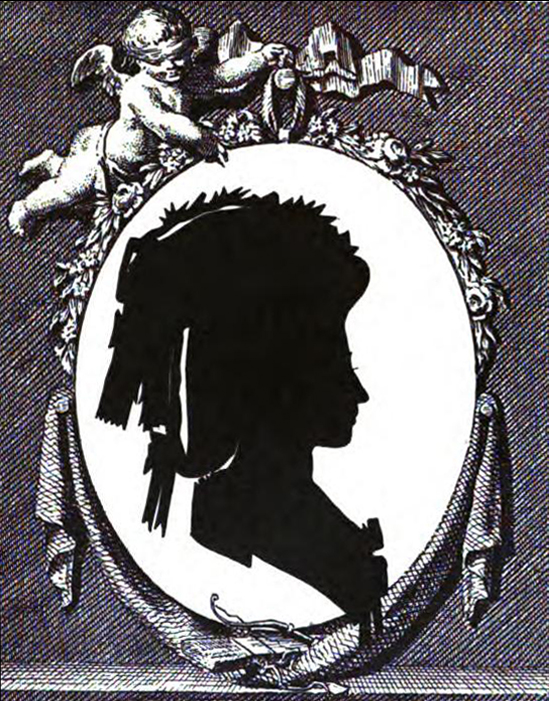
П. А. Потёмкина, урождённая Закревская. Силуэт из издания «Двор императрицы Екатерины II, её сотрудники и приближенные». 1799. Вырезка из чёрной бумаги, офорт (обрамление)
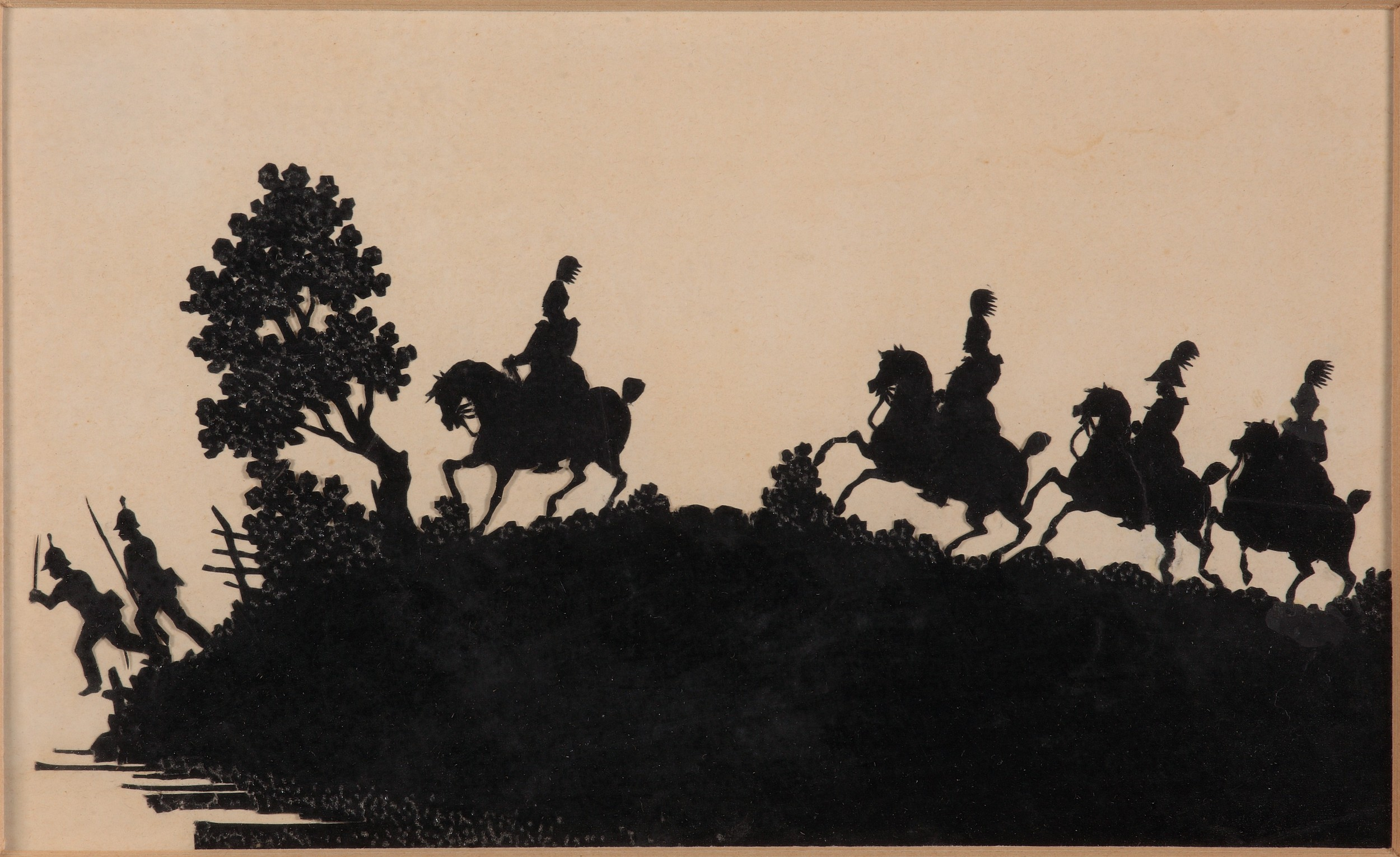
Граф Ф. П. Толстой. В атаку. 1816. Вырезка из чёрной бумаги. Санкт-Петербург, Государственный Русский музей
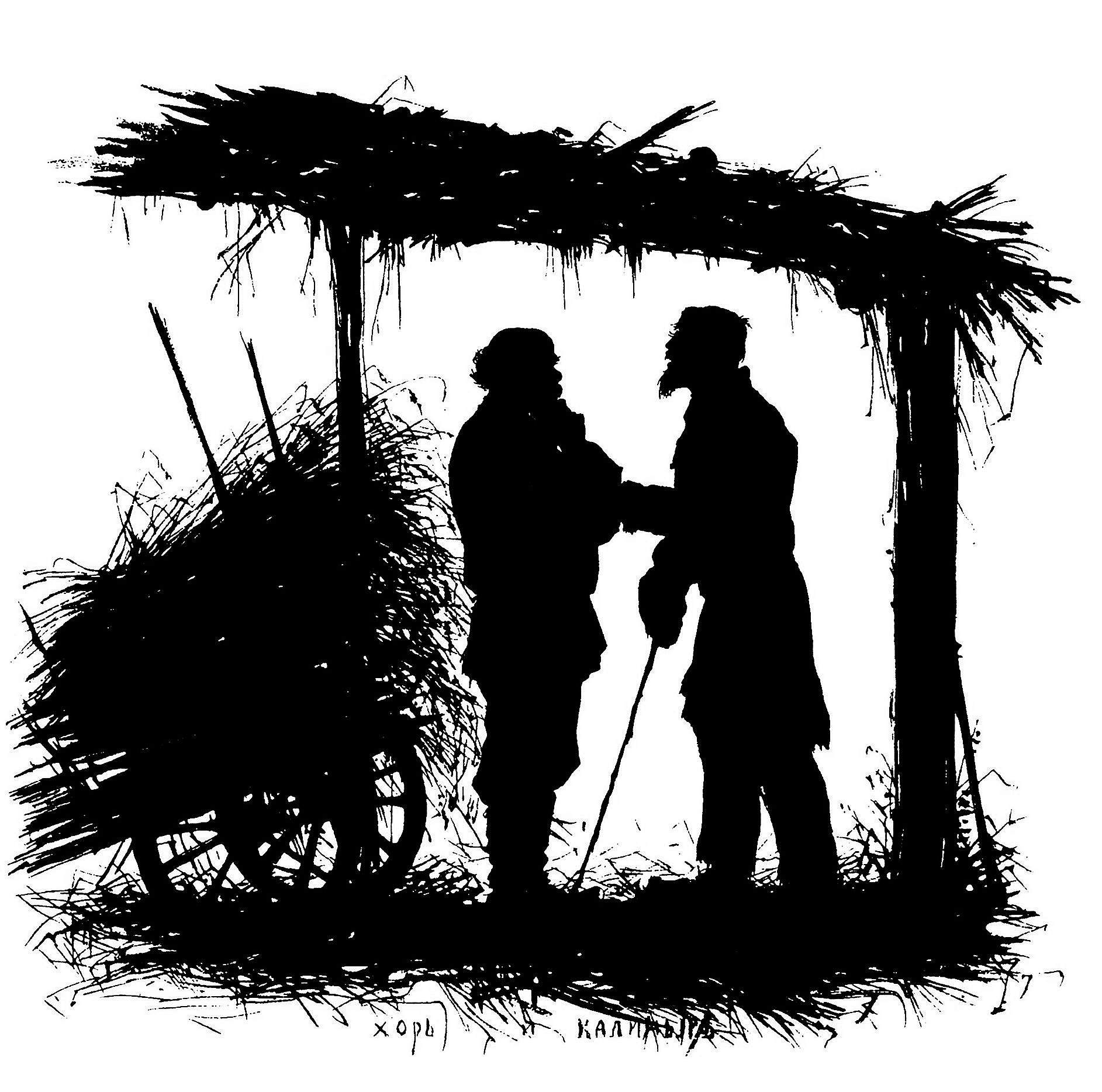
Е. М. Бём. Хорь и Калиныч. Иллюстрация к «Запискам охотника» И. С. Тургенева. 1883. Санкт-Петербург, Государственный Русский музей
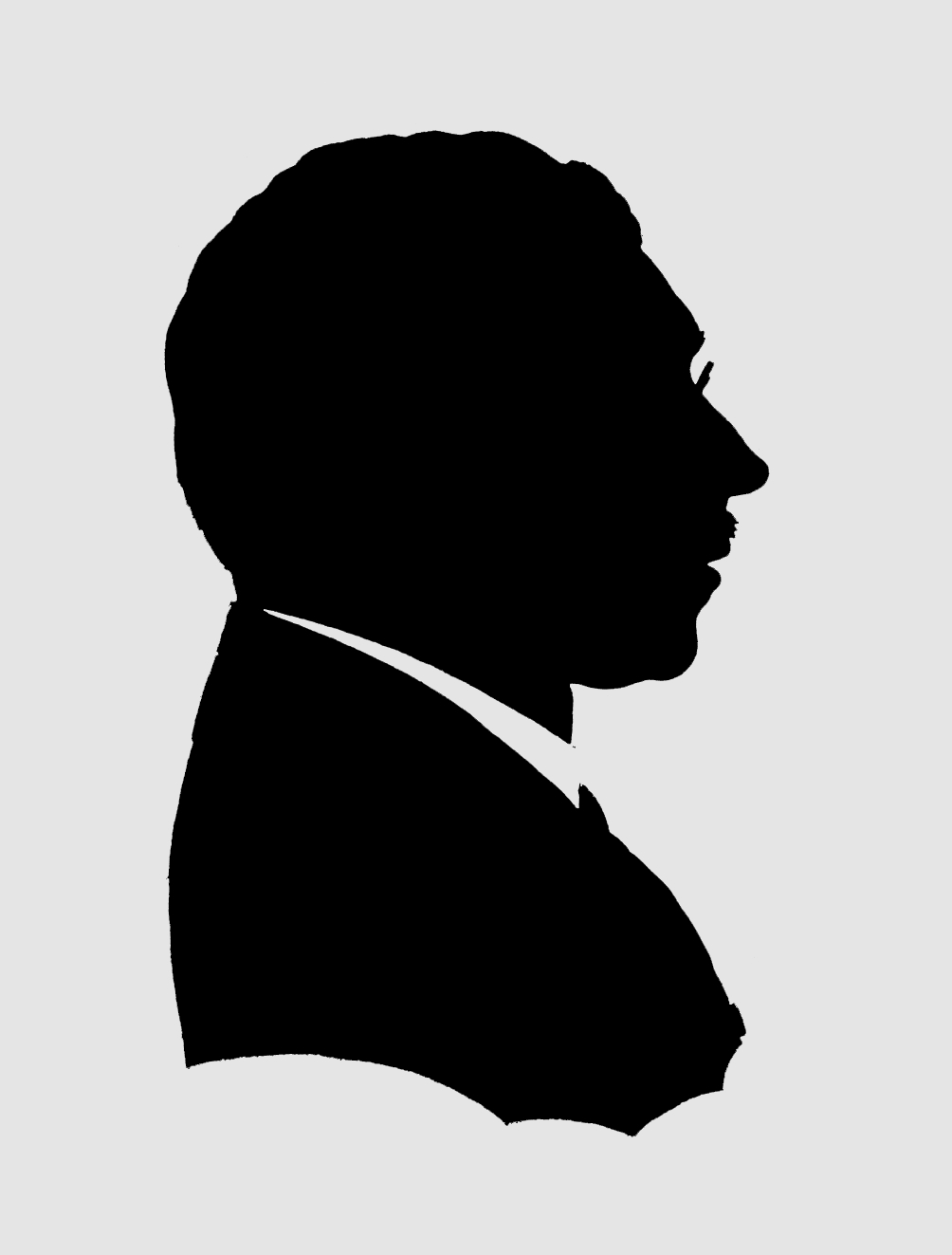
Е. И. Нарбут. Силуэтный портрет художника Д. И. Митрохина. 1914. Вырезка из чёрной бумаги. Государственная Третьяковская галерея, Москва
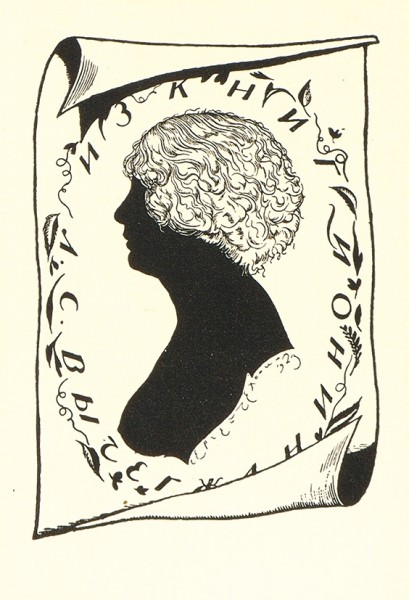
С. В. Чехонин. Книжный знак Л. С. Вычегжаниной (жены художника). 1923. Цинкография
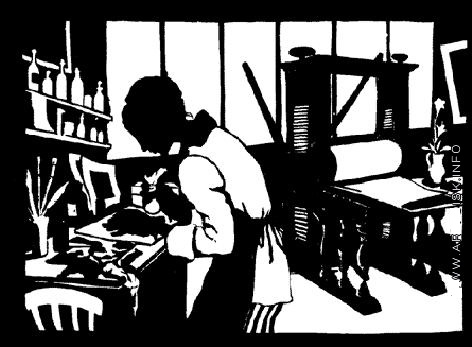
Е. С. Кругликова. В мастерской. Автопортрет. 1915. Вырезка из чёрной бумаги. Частное собрание
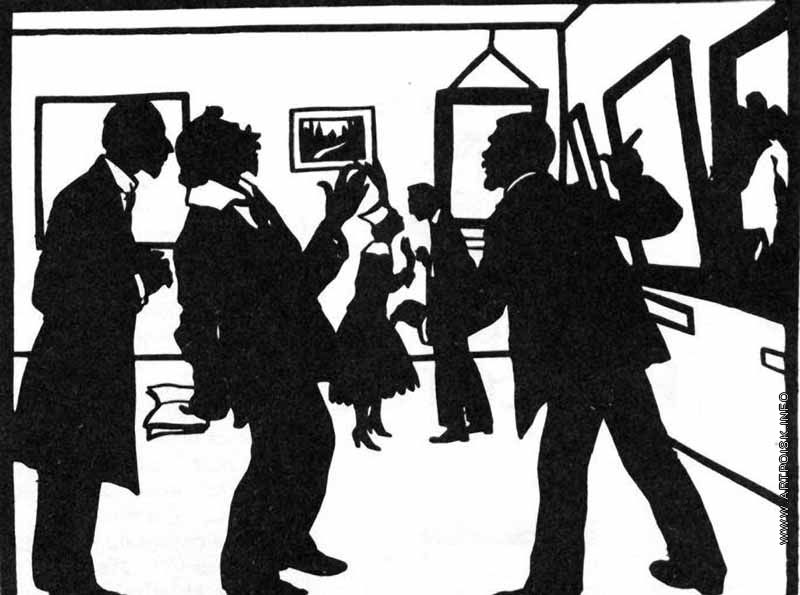
Е. С. Кругликова. На выставке Мир искусства в Петрограде. Изображены: Е. Е. Лансере, И. Е. Репин, К. С. Петров-Водкин. 1916. Вырезка из чёрной бумаги
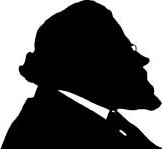
Е. С. Кругликова. Портрет М. А. Волошина. 1920. Вырезка из чёрной бумаги. Санкт-Петербург, Государственный Русский музей

## Коллекционеры силуэтов
Коллекция силуэтов, выполненных Ф. Сидо, находилась в собрании императрицы Екатерины II. Большую коллекцию портретных силуэтов имел герцог Мекленбург-Стрелицкий. Она насчитывала 183 листа и была перепечатана в технике фотопитии в 1899 году. На сто лет раньше был напечатан альбом силуэтов работы Антинга «Соllection de cent silhouettes» (1791). Графические силуэты русских художников собирали известные библиофилы и коллекционеры: Э. Ф. Голлербах, П. Е. Корнилов, И. Г. Мямлин.

## Художники
Франция
- Ф. Сидо

Швейцария
- Жан Юбер

Германия
- К. Шмидт
- Дуттенгофер
- Мюльбах
- И. Ф. Антинг
- А. Коньовка

Австрия
- Отто Бёлер

Российская империя
- Елизавета Кругликова
- Константин Андреевич Сомов
- Александр Николаевич Бенуа
- Мстислав Валерианович Добужинский
- Елизавета Меркурьевна Бём
- Нина Яковлевна Ефимова
- Дмитрий Исидорович Митрохин
- Георгий Иванович Нарбут
- Сергей Васильевич Чехонин
- В. Н. Литовский
- Виктор Дмитриевич Замирайло
- Василий Васильевич Гельмерсен

### Силуэтная анимация
Мультипликаторы:
- Лотта Райнигер (1899—1981) — немецкий режиссёр анимационного кино, получившая мировую известность благодаря силуэтным фильмам.
- Энтони Лукас — австралийский художник, режиссёр анимационных фильмов, автор инсталляций. Является учредителем и владельцем независимой анимационной студии «Spindly Figures», располагающейся в Мельбурне, Австралия. Его мультфильм в технике силуэтной анимации «Загадочные географические исследования Джаспера Морелло» был номинирован на Каннском международном кинофестивале 2005 годов на Золотую пальмовую ветвь в категории «Лучший короткометражный фильм» и на премию «Оскар» (Лучший короткометражный фильм, 2006 год).